# Pierre-Percée
Pierre-Percée é uma comuna francesa na região administrativa de Grande Leste, no departamento de Meurthe-et-Moselle. Estende-se por uma área de 9,93 km². Em 2010 a comuna tinha 94 habitantes (densidade: 9,5 hab./km²).